# Batalla de Albulena
La batalla de Albulena, llamada también la Batalla de Ujëbardha, ocurrió el 2 de septiembre de 1457 entre las tropas albanesas comandadas por Skanderbeg y un ejército otomano dirigido por Ishak bey Evrenoz y el sobrino de Skanderbeg, Hamza Kastrioti. 
Skanderbeg había dirigido a los albaneses por más de diez años y había logrado varias victorias contra los ejércitos otomanos. No obstante, tras su infructuosa campaña contra Berat en 1455, Skanderbeg fue traicionado por varios de sus oficiales más leales, incluyendo a Moisi Arianit Golemi. Golemi regresó el año siguiente al mando de una fuerza otomana, pero fue vencido en la batalla de Oranik y posteriormente se unió nuevamente al ejército de Skanderbeg. Posteriormente, el descontento sobrino de Skanderbeg, Hamza Kastrioti, traicionó a su tío y aceptó el mando conjunto con Isak bey de una segunda expedición otomana. 
Los otomanos arribaron a finales de mayo de 1457 y avanzaron por el valle del río Mat. Skanderbeg trató de demorar la vanguardia, formada por tropas de caballería de Akıncı, pero al ver que se acercaba la fuerza principal, optó por replegarse. Tanto Isak bey como Hamza conocían las estrategias de Skanderbeg, por lo que el jefe albanés implementó una nueva. Descompuso su ejército en diferentes contingentes y les instruyó avanzar en direcciones distintas por las montañas, manteniéndose ocultos ante las fuerzas otomanas hasta recibir la señal de reunirse. Los albaneses se mantuvieron en grupos separados hasta septiembre, cuando los otomanos estaban frustrados y seguros de que Skanderbeg había sido vencido. El 2 de septiembre de 1457, Skanderbeg finalmente instruyó a sus tropas a reorganizarse y llevó a cabo un ataque sorpresivo contra el campamento otomano, asesinando y capturando hasta 30.000 soldados. Entre ellos se encontraba Hamza, quien posteriormente fue llevado como prisionero a Nápoles, en Italia. 
El triunfo elevó el ánimo de los albaneses. No hubo muchos oficiales ni soldados que desertaran después. La lucha de Albulena ha sido vista como el triunfo más destacado de Skanderbeg frente a los otomanos. No obstante, también representó el apogeo de la resistencia albanesa, dando inicio a una nueva etapa en la guerra que se extendió durante un cuarto de siglo bajo Skanderbeg, abarcando sus invasiones otomanas más intensas. A pesar de que Skanderbeg falleció en enero de 1468, el conflicto continuaría hasta 1478 y más tarde en ese mismo año cayó la principal fortaleza albanesa en Krujë, lo que finalmente resultó en la anexión de la Albania de Skanderbeg por el Imperio Otomano. 

## Contexto

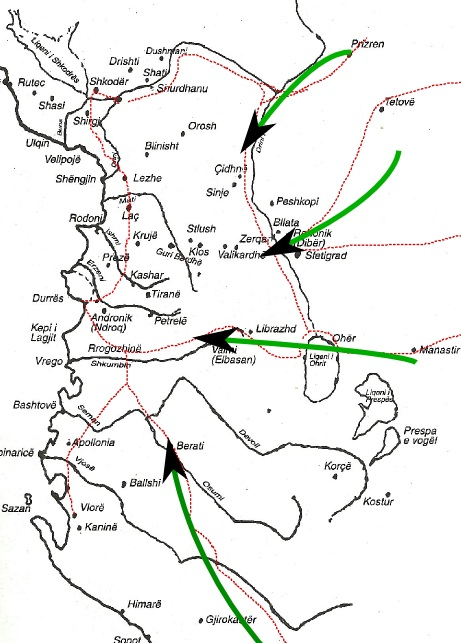
Las principales carreteras que atraviesan Albania y las rutas de invasión otomanas más comunes

Skanderbeg, el líder de Albania, había estado varios años en el ejército otomano, como militar y jefe, antes de volver a su patria e iniciar una revuelta contra el Imperio otomano en 1444. La segunda batalla de Kosovo en 1448 concluyó con la derrota de Juan Hunyadi, vaivoda de Transilvania, mientras Skanderbeg y sus tropas se dirigían al lugar; sin embargo, no pudieron llegar porque su ejército fue detenido por Đurađ Branković y por ello no pudo ofrecer apoyo; Hunyadi se enfrentó a los otomanos creyendo que Skanderbeg no aparecería. Como reacción a la tardanza de Branković, Skanderbeg arrasó las tierras de Branković. Como consecuencia de la derrota, los otomanos se libraron de la presión húngara, que se había restringido a Belgrado y sus alrededores. En 1455, Skanderbeg asedió Berat, una fortaleza que le fue quitada en 1450. El desenlace fue desastroso para los albaneses, quienes cedieron a un contraataque otomano después de la retirada momentánea de Skanderbeg de la fuerza principal. Alfonso V de Aragón, el más valioso y relevante aliado de Skanderbeg, también enfrentó un revés en sus aspiraciones que abarcaban un imperio panmediterráneo. Los albaneses, no obstante, pudieron restaurar su moral cuando el Papa Calixto III, quien había comenzado a temer que sus planes de cruzada se vieran amenazados, se comprometió a apoyar a Skanderbeg.

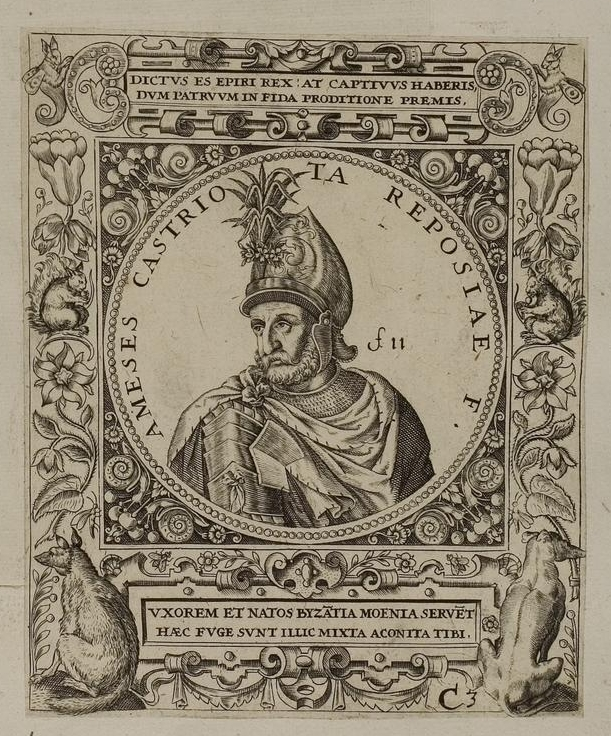
Hamza Kastrioti

Previo al inicio de la cruzada proyectada, el sultán Mehmed II el Conquistador optó por avanzar contra Hungría y Albania. En abril de 1456, Skanderbeg dirigió a Pal Engjëlli, su representante en Occidente, con una misiva al cardenal Domenico Capranica comunicando a la Santa Sede su urgencia de asistencia. La invasión otomana ocurrió en mayo de 1456 cuando Moisi Golemi, excapitán de Skanderbeg que había abandonado tras la derrota de Berat, se enfrentó a los hombres de Skanderbeg en la batalla de Oranik. La fuerza fue vencida y, debido a un acto de clemencia, a Golemi se le otorgó el permiso de regresar a las tropas albanesas sin penalización. En julio de 1456, Mehmed avanzó con un vasto ejército para asediar Belgrado, en Serbia, controlada por los húngaros, pero fue vencido por Hunyadi. Más adelante en ese año, İbrahim II de la dinastía Karamánida intentó formar una coalición antiotomana que abarcaría su reino, Skanderbeg, Hunyadi, Calixto y Alfonso, quienes colaborarían para vencer al sultán. No obstante, los planes nunca se llevaron a cabo.
Los recursos de Skanderbeg se consumieron tras más de diez años de conflicto incesante. Alfonso y el Papa no lograron atenderlo adecuadamente, mientras Venecia continuaba debilitando a Skanderbeg. Este último evaluó la guerra contra Skanderbeg dado que conservaba su alianza con Aragón. Las conexiones con el Estado italiano se deterioraron aún más cuando Lekë Dukagjini, el elusivo compañero de Skanderbeg en el norte, tomó Dagnum. A pesar de que Skanderbeg no estuvo involucrado en esto, Venecia lo empleó como pretexto para iniciar una expedición contra Skanderbeg. El conflicto nunca estalló, pero los lazos entre Albania y Venecia alcanzaron su nivel más crítico. Los rectores venecianos siguieron desafiando a Skanderbeg en un periodo en que este se había debilitado en cierta medida porque su sobrino y uno de sus oficiales más relevantes, Hamza Kastrioti, había abandonado y se había aliado con los otomanos. Hamza no estaba contento con el aumento de poder de Skanderbeg y, al ser recibido por el sultán, se le propuso el mando de gran parte de Albania tras la conquista. Lastimado por la traición, Skanderbeg lanzó un ultimátum a Venecia: tenían que cesar sus provocaciones o iniciar la guerra. Dado que se anticipaba una cruzada contra los otomanos, Venecia no deseaba parecer favorable a ellos y modificó su actitud hacia Albania.

## Campaña
A finales de mayo de 1457, se observó un vasto ejército otomano acercándose a Albania. Skanderbeg envió una misiva a Calixto notificándole sobre la llegada de los otomanos y la urgente necesidad de apoyo militar. El Papa contestó prometiendo enviar una flota a Albania, a pesar de que el enemigo se encontraba en el suelo, pero nunca arribó. Skanderbeg tuvo que combatir solo contra el ejército otomano que se acercaba. Mehmed II había nombrado a Ishak Bey Evrenoz y Hamza Kastrioti como líderes de la fuerza. Isak bey fue un líder veterano que había derrotado la revuelta de Gjon Kastrioti en 1430 y condujo el contraataque otomano durante el asedio de Berat. Hamza llevó consigo a varios nobles albaneses insatisfechos y un entendimiento personal de las estrategias que podían prever de Skanderbeg. En total, las tropas otomanas disponían de entre 50.000 y 80.000 soldados. Las tropas de este volumen generalmente eran dirigidas por el propio sultán, por lo que surgieron rumores de que Mehmed estaba al mando de la campaña. Por otro lado, Skanderbeg disponía de entre 8.000 y 10.000 soldados para resistir.

### La "desaparición" de Skanderbeg

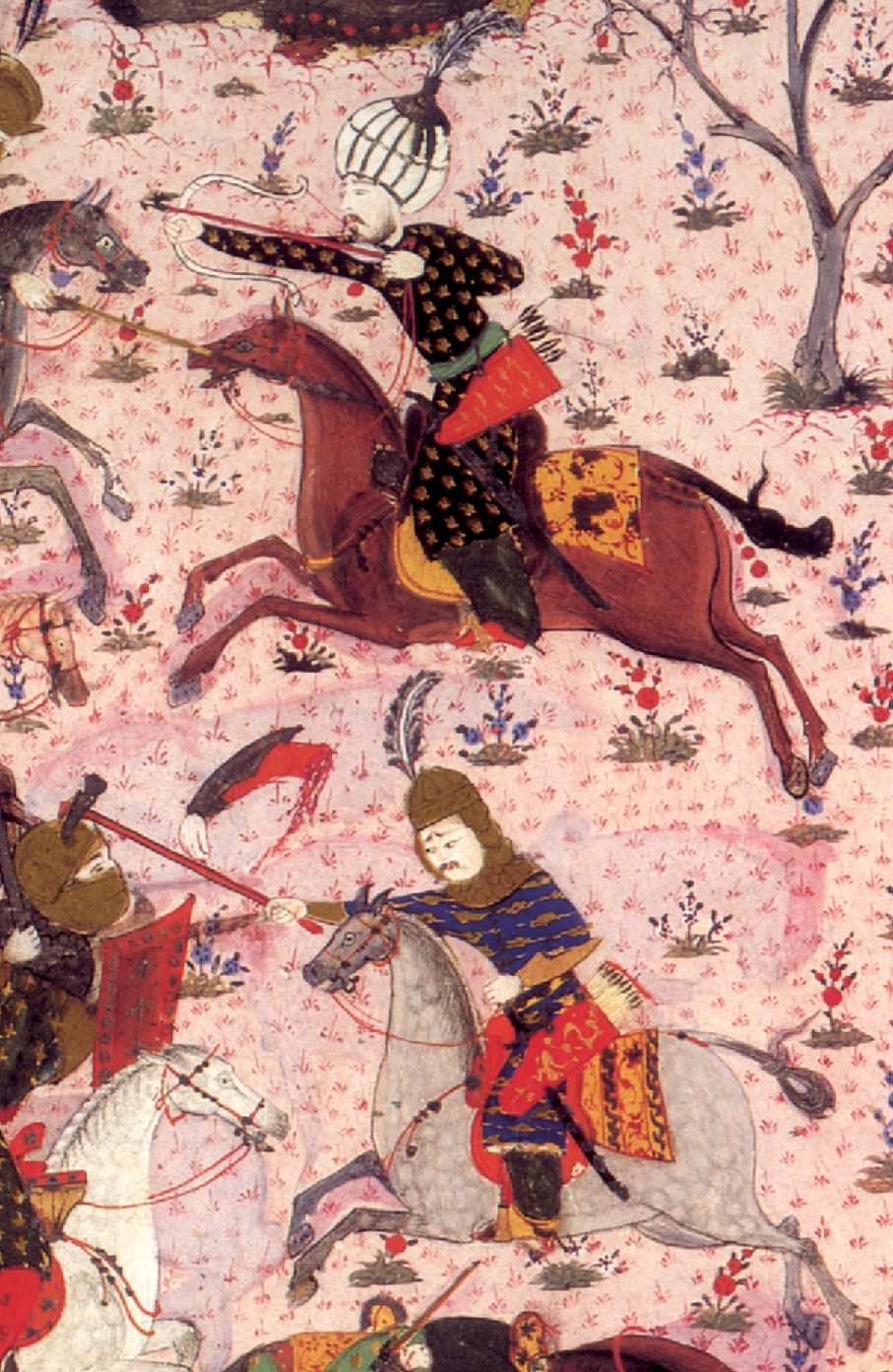
Detalle de una miniatura que muestra a dos líderes de los Akıncı en la batalla de Mohács, 1526

El ejército otomano no avanzó hacia Albania como una sola unidad. Los primeros grupos en arribar fueron los Akıncı que avanzaron por Dibër. Skanderbeg detuvo el avance de esta tropa, pero, cuando llegó la fuerza principal, los albaneses no pudieron resistir más y se replegaron. Al percatarse de que los dos comandantes otomanos, Isak bey y Hamza, conocían el terreno albanés y sus estrategias, Skanderbeg optó por un nuevo método de lucha. Generalmente, atraerían a su oponente a una trampa y después le prepararían una emboscada. Su nueva estrategia era bastante parecida a la típica; no obstante, optó por tratarla de una forma distinta. Con el fin de que no pudieran ser rastreados, Skanderbeg segmentó sus tropas en varios contingentes y dio instrucciones a sus comandantes para que avanzaran por los bosques y montañas en distintas direcciones, evitando reunirse o atacar a los otomanos a menos que se les indicara. Los guerreros albaneses recibieron provisiones de los locales y se instauraron centros de abastecimiento a lo largo de las montañas mientras avanzaban.
Los otomanos avanzaron por Mat y despojaron la región. Skanderbeg siguió caminos paralelos a través de las montañas. Dado que aún no había participado en la lucha en Skanderbeg, el bey Isak optó por no asediar Krujë, la fortaleza más importante de Albania, hasta tener claro el futuro de los albaneses. De este modo, estableció su campamento con sus soldados en la parte norte del monte Tumenishta (Skënderbeu) para aguardar la llegada de Skanderbeg. Esta área se conocía como Albulena, localizada al sur de la actual Laç. Se encontraba entre una serie de colinas que lo protegían, donde estaban situados los guardias. Dado que Tumenishta había funcionado como el principal punto de apoyo para las ofensivas de Skanderbeg en el campamento otomano durante el asedio de Krujë (1450), Isak bey y Hamza se alistaron para eliminar cualquier oposición que se presentara allí. No obstante, este intento resultó inútil ya que ninguna fuerza albanesa los frenó. Aunque dudaban de las estrategias de Skanderbeg, los líderes otomanos fortalecieron las defensas en la parte norte del campamento, mientras que el flanco oriental, hacia Tumenishta, continuó con una defensa escasa. Los exploradores otomanos atravesaron el río Mat al norte de Albania. Se les vio en las inmediaciones de Alessio (Lezhë), bajo control veneciano, y se adentraron más en el territorio de Venecia.
A causa de la "desaparición" de Skanderbeg, empezaron a circular rumores de que había escapado porque no pudo hacer frente a los otomanos y que sus soldados lo habían traicionado. Esto fue corroborado también por los venecianos en Durazzo (Durrës). No obstante, Isak bey y Hamza siguieron siendo precavidos, y sus unidades de exploración alcanzaron hasta el norte de Scutari (Shkodër). Skanderbeg se quedó en las montañas a lo largo de julio y agosto. No se tiene claridad sobre las acciones de su ejército en las montañas, pero ideó una estrategia para agotar a los otomanos, forzándolos a esperar y haciéndoles pensar que había sufrido una derrota contundente. Skanderbeg posteriormente envió a Gjergj Pjetri (Jorge Pedro) a Roma como representante para dar al Papa la sensación de que Albania había sido conquistada de manera definitiva y que se requería asistencia para echar a los otomanos de Albania. El 17 de septiembre de 1457, Calixto comunicó a Skanderbeg que había enviado a Juan Navarra para colaborar en el financiamiento de la cruzada. No obstante, al llegar, la situación ya se había modificado.

### Batalla
La comunidad local siguió leal a Skanderbeg y no divulgó su ubicación. Isak bey y Hamza estaban seguros de que Skanderbeg había sido vencido y empezaron a retroceder. Al considerar que había llegado el momento adecuado, Skanderbeg dio la señal para que el ejército, que hasta ese momento había estado dividido en grupos, se agrupara sin ser detectado por los otomanos. El ejército se concentró en las colinas de Tumenishta (dado que el sector más vulnerable del campamento otomano estaba en esa dirección) y el 2 de septiembre de 1457 se segmentó nuevamente en tres grupos para atacar el campamento otomano. Con algunos de sus hombres más leales, ascendió a una cima elevada para examinar el campamento otomano y notó que los otomanos estaban reposando. Bajó con su grupo seleccionado para acabar con todos los vigilantes que estaban atentos, pero uno reconoció a Skanderbeg y se escapó al campamento gritando que Skanderbeg había llegado. Para conservar la sorpresa, Skanderbeg dio instrucciones a sus soldados para que se alistaran para la lucha.
Acompañados de un estruendoso ruido generado por el impacto de herramientas y armas metálicas, los albaneses asaltaron el campamento turco. Los otomanos fueron sorprendidos y, a pesar de su gran cantidad, se encontraban aterrorizados por la violencia del ataque albanés, creyendo que eran más numerosos de lo que realmente eran. Hamza trató de reorganizar a sus hombres, asegurándoles que los albaneses eran escasos. El bey Isak trató de enviar refuerzos a los hombres de Hamza, pero la llegada de nuevos grupos albaneses le forzó a concentrar su atención. Una secuencia de ataques y defensas de caballería mantuvo la batalla activa con un torrente de proyectiles y soldados con arcabuces que forzaron a los otomanos a adentrarse en el centro del campamento. Al encontrarse rodeadas, las tropas otomanas empezaron a entrar en pánico y se esparcieron. Hamza fue apresado, mientras que el bey Isak escapó. El total de muertos otomanos pudo haber alcanzado los 30.000, pero es poco probable que superaran las 15.000 muertes. Además, 15.000 hombres fueron capturados, veinticuatro estandartes fueron tomados y todas las riquezas del campamento cayeron en manos de los albaneses. Igualmente fueron detenidos varios hombres, incluyendo a Hamza Kastrioti. Los soldados albaneses fallecidos fueron sepultados en la Catedral de Santa María en el pueblo de Shëmri (a 3 kilómetros de la ciudad de Split, al este de Mamurras), cerca del sitio de combate.

## Consecuencias
La batalla de Albulena tuvo gran relevancia para la resistencia del sur frente al Imperio Otomano. Franz Babinger, historiador del Imperio Otomano, califica la batalla como el triunfo más destacado de Skanderbeg. La contienda de Albulena elevó la moral de las tropas de Skanderbeg, quienes luego rara vez, o nunca, dejaron su ejército como sí lo hizo Hamza. Hamza fue enviado como prisionero a Nápoles, en el reino de Alfonso, tras ser capturado. Se envió un emisario otomano para liberar a los portaestandartes y a cuarenta de los prisioneros notables. El mensajero también buscó lograr una paz entre Mehmed y Skanderbeg, pero este último respondió que solo la aceptaría si Svetigrad y Berat, que se habían perdido en 1448 y 1450 respectivamente, fueran restauradas a su condición anterior. Al notar que Mehmed no aceptaba esas condiciones, Skanderbeg fortaleció sus tropas en la zona de Svetigrad. La victoria aún permitió a Albania e Italia algo de tiempo; en 1460, Mehmed y Skanderbeg establecieron un armisticio que duró tres años. Esto permitió a Skanderbeg desembarcar en Italia y brindar apoyo al hijo de Alfonso, Fernando I de Nápoles, quien fue coronado tras el fallecimiento de su padre. La lucha dio inicio a una nueva etapa en la guerra entre otomanos y albaneses, que simbolizó el clímax de la resistencia albanesa y las invasiones otomanas más intensas en Albania durante el conflicto. El conflicto se extendería hasta la rendición de Krujë en 1478.
El nombre femenino albanés Albulena, que proviene de una alusión a la guerra, sigue en uso hoy en día. 